# Matteo Palmieri

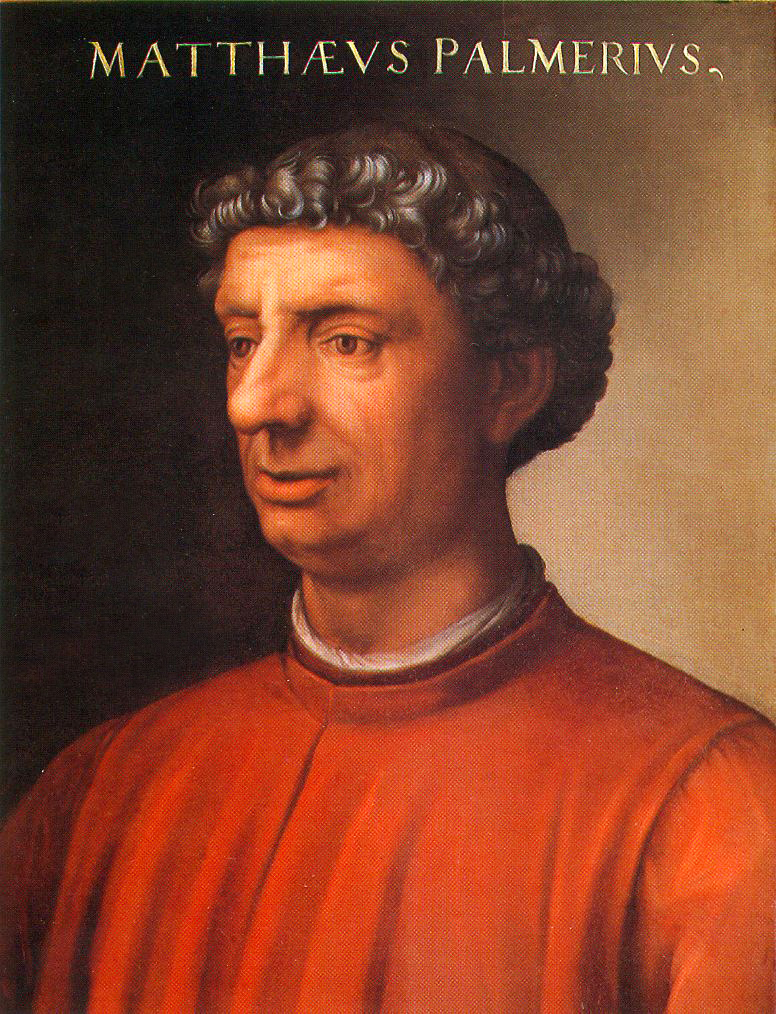
Matteo Palmieri, Gemälde von Cristofano dell’Altissimo, nach 1552 (heute in den Uffizien, Florenz)

Matteo Palmieri (* 13. Januar 1406 in Florenz; † 13. April 1475 ebenda) war Politiker und Dichter, sowie Historiker.

## Leben
Palmieri stammte aus Florenz und studierte bei berühmten Humanisten, seine Lehrer waren Zomino da Pistoia (gen. „Sozomenus“), Ambrogio Traversari und Carlo Marsuppini. Er bekleidete hohe Ämter im Dienste der Republik und diente Cosimo da Medici als Botschafter. Seine literarischen Werke schrieb er sowohl auf Latein, als auch in Italienisch und besaß ebenso Kenntnisse in Griechisch. Sein Werk „De temporibus“ umfasst die Zeit von 449 bis 1449 und zählt zu den ersten Versuchen, eine Geschichte des Mittelalters zu schreiben. Palmieri schrieb eine Geschichte von Florenz (La historia florentina) und eine Geschichte über den Krieg mit Pisa von 1406.
In dem italienischen Buch Libro della vita civile untersuchte er die Eigenschaften, die zur Führung einer Familie, zur Leitung eines Staates und für einen guten Bürger nötig sind. Vespasiano da Bisticci erwähnt sein Lebenswerk in seinen Vite (1483) und lobt ihn als weisen Gelehrten.
Seine Vitae civitas (übers. „Stadt des Lebens“) ist ein langes Gedicht in der Nachfolge Dante Alighieris, das er wie dieser in der Volkssprache verfasst und in Terzen abgefasst hat. Auf Palmieris Wunsch wurde es erst nach seinem Tode 1529 veröffentlicht. Dabei geriet er posthum wegen seiner Aussagen über die Natur der Seele in Häresieverdacht, da er die kirchliche Lehre von der Verdammnis aushöhlte. Der Maler Francesco Botticini hat vor dem Hintergrund dieser Thesen ein Bild angefertigt, wo Heilige und Engel sich in einer Reihe gesellen, was aber unüblich war. Links und rechts von dem Geschehen, wo sich die himmlische Heerschar in drei Ebenen um die Himmelfahrt Mariens bewegt, sind Palmieri und seine Frau Niccolosa als Stifterfiguren eingefügt.
Die Ricordi fiscali sind Aufzeichnungen über die steuerlichen Maßnahmen der Republik von der Einführung des Catasto 1427 an und seine eigenen Investitionen in Staatsschulden und stellt eine Hauptquelle für die Geschichte der städtischen Finanzen und die inneren Verhältnisse in Florenz im Quattrocento dar.

## Werke
- Vita civile, edizione critica a cura di G. Belloni. Florenz 1982.